# El Colomer (Alpens)
El Colomer és un mas proper a Sant Pau del Colomer a mig camí dels nuclis d'Alpens i l'Alou (al terme de Sant Agustí de Lluçanès, Osona). Tot i que la masia Colomer està documentada amb anterioritat al segle xiv, l'actual construcció està datada segons les llindes de pedra durant els anys 70 del segle xviii. La llinda de la porta té la inscripció: MARIA COLOME I GULSA (?) MARIA COLOME I FARERES PERE COLOME SON FILL FRANCISCO COLOME SON FILL 17 IESUS MARIA 70. La llinda de la porta del balcó del primer pis porta la data 1777. Aquesta casa està emplaçada dins de la demarcació de l'antiga vila rural de Tarrades, avui desapareguda. La masoveria, juntament amb la masia Colomer, estan situades dins de la demarcació de l'antiga vila rural de Terrades, avui dia desapareguda. De la mateixa manera que el mas, està documentada de l'època medieval, però la construcció és posterior.

## Arquitectura
La masoveria aprofita construccions antigues però ha estat modificada des de principis del segle xx. El primer paller del mas és del segle xviii i ha estat reformat.
L'edifici principal del Colomer és de planta rectangular i teulada a doble vessant. La façana presenta una disposició en tres pisos molt regular, ordenada en planta baixa, pis i golfes, i amb tres nivells d'obertures. les portes tenen llinda i muntants de pedra, i les finestres llinda, muntants i ampits que sobresurten lleugerament de la línia de façana. L'obertura central del primer pis és un balcó.
Les façanes laterals i posterior han estat reformades afegint-hi obertures acabades en amplis arcs de mig punt a l'altura del primer pis, arrecerada la lateral sota una estructura porxada que arrenca del mateix mur.
A la canalera que recull l'aigua de la teulada, hi han unes gàrgoles en forma de cap de drac, fetes de llauna.
La masoveria, situada davant de la casa, està formada per dues construccions adossades; la primera és de planta rectangular, amb el teulat a quatre vessants amb porxo de teulat únic en un dels dos costats; la segona -també rectangular- té el teulat a doble vessant. Les dues construccions estan col·locades en forma d'L, i estan fetes amb pedres irregulars i poc morter. Son de dos pisos amb un porxo a cadascun dels extrems i unes golfes a la part del teulat a quatre vessants.
Els dos pallers ubicats a la dreta de la casa són de planta rectangular i coberta a dues vessants. El primer d'ells està distribuït en planta i pis; els murs són de pedra irregular i morter, amb quatre obertures a la façana; les inferiors -avui cobertes amb portes correderes- son rectangulars, mentre que al nivell superior una s'obre en arc de mig punt i l'altre és rectangular, amb una llinda de fusta. En el lateral dret hi ha una finestra allargada i una porta lateral.
En el segon paller, el mur, fet de pedra i poc morter, cobreix les façanes dreta i posterior, té una gran porta a la façana davantera i una obertura gran a la façana esquerra. Aquesta obertura té la peculiaritat d'estar feta amb bigues de fusta i d'aguantar el llarg de la teulada només amb l'ajut de tres pilars d'obra.
El reixat de la porta de ferro, està fet amb dues batents que es mouen a partir de dos pilars de pedra. Les portes estan fetes amb un motiu reixat central, amb un element lobulat al mig, i dues volutes entrellaçades al voltant. Per la part del darrere de cada un dels batents, hi ha una retícula de motiu octogonal. El reixat de la porta de ferro ha estat construït per Joan Prat, ferrer d'Alpens que també va construir l'estàtua d'en Manelic a la vila d'Alpens.
Sobre cadascun dels pilars que sostenen la porta, hi ha un drac de ferro que aguanta una teia.